# El Inspector Gadget salva la Navidad
 El Inspector Gadget salva la Navidad es un especial de Navidad producido por DiC Entertainment y LBS Communications y difundido por primera vez en EE. UU. por NBC el 4 de diciembre de 1992. A España se emitió en antena 3 en 1995 y en 2006 cuando
se dobla la película La gran aventura del Inspector Gadget,
el caso del Dragón Volador (de 2005) y Divisa Home Video distribuye en DVD un especial de Navidad en el que aparecen la película
de 2005 y el especial navideño. 

## Argumento
El Especial hace su apertura en el Polo Norte en el taller de Santa Claus
donde él y sus elfos están trabajando. Pero el Doctor Gang
ipnotioza a los elfos y secuestra a Santa Claus y se hace
pasar por éste. entonces el jefe Gotié manda a Gadget
al Polo Norte a rescatar a Santa y a detener a Gang. Finalmente Gadget (como siempre para no variar) acaba venciendo a Gang. 
En este especial se ve el cuerpo de Gang, pero vestido de 
Santa Claus. 

## Doblaje de España
En esta película participó el estudio de animación español Milímetros en la creación de los storyboards.

### Primer doblaje
La película vista en Antena 3 en 1995, contó con un doblaje realizado en Madrid.
Luego fue redoblada recuperando al doblador de la serie de los 80 como Gadget.
- Inspector Gadget: José Padilla
- Sophie: Isacha Mengíbar
- Doctor Gang: Carlos Revilla

### Segundo doblaje
- Inspector Gadget: Jordi Estadella
- Sophie: Estívaliz Lizárraga
- Sultán: Mikel Gandía
- Comisario Gontier: Víctor Prieto
- Doctor Gang: José Manuel Cortizas
- MadGato: Anselmo Herrero
- Santa Claus: Txemi Del Olmo

La película se dobló en el estudio Domusic TV, en Bilbao y en el estudio Sonoblok S.A., en Barcelona.

## Doblaje latino
El doblaje latino fue realizado con el elenco mexicano de la segunda temporada, por lo que a Gadget se lo conocía como Truquini.
- Inspector Gadget (Truquini): Salvador Nájar
- Penny: Elsa Covián
- Doctor Garra: Maynardo Zavala
- Jefe Quimby: Agustín Sauret.

- Datos: Q1502187